# شوکو امورا
شوکو امورا (انگلیسی: Shoko Uemura؛ زادهٔ ۱۷ اوت ۱۹۹۳) بازیکن فوتبال اهل ژاپن است.